# Hessisches Bergland
Hessisches Bergland, auch Hessisches Berg- und Senkenland, ist eine Bezeichnung für ein größtenteils in Hessen liegendes, reich bewaldetes Mittelgebirgsland zwischen Rheinischem Schiefergebirge und dem Westrand des Thüringer Beckens. Das Hessische Bergland ist sowohl Teil der Zentraleuropäischen Mittelgebirgsschwelle als auch der Rhein-Weser-Wasserscheide. Das Hessische Bergland entspricht der geologischen Baueinheit der Hessischen Senke im weiteren Sinne, da hier geologisch jüngere Schichten des Zechsteins und des Buntsandsteins, stellenweise auch noch jüngere Gesteine des Muschelkalks, des unteren Jura sowie des Tertiärs erhalten geblieben sind. Die Hessische Senke entstand an der Wende zum Neozoikum als ein Bindeglied des großen Grabeneinbruchs von Skandinavien bis zum Mittelmeer.

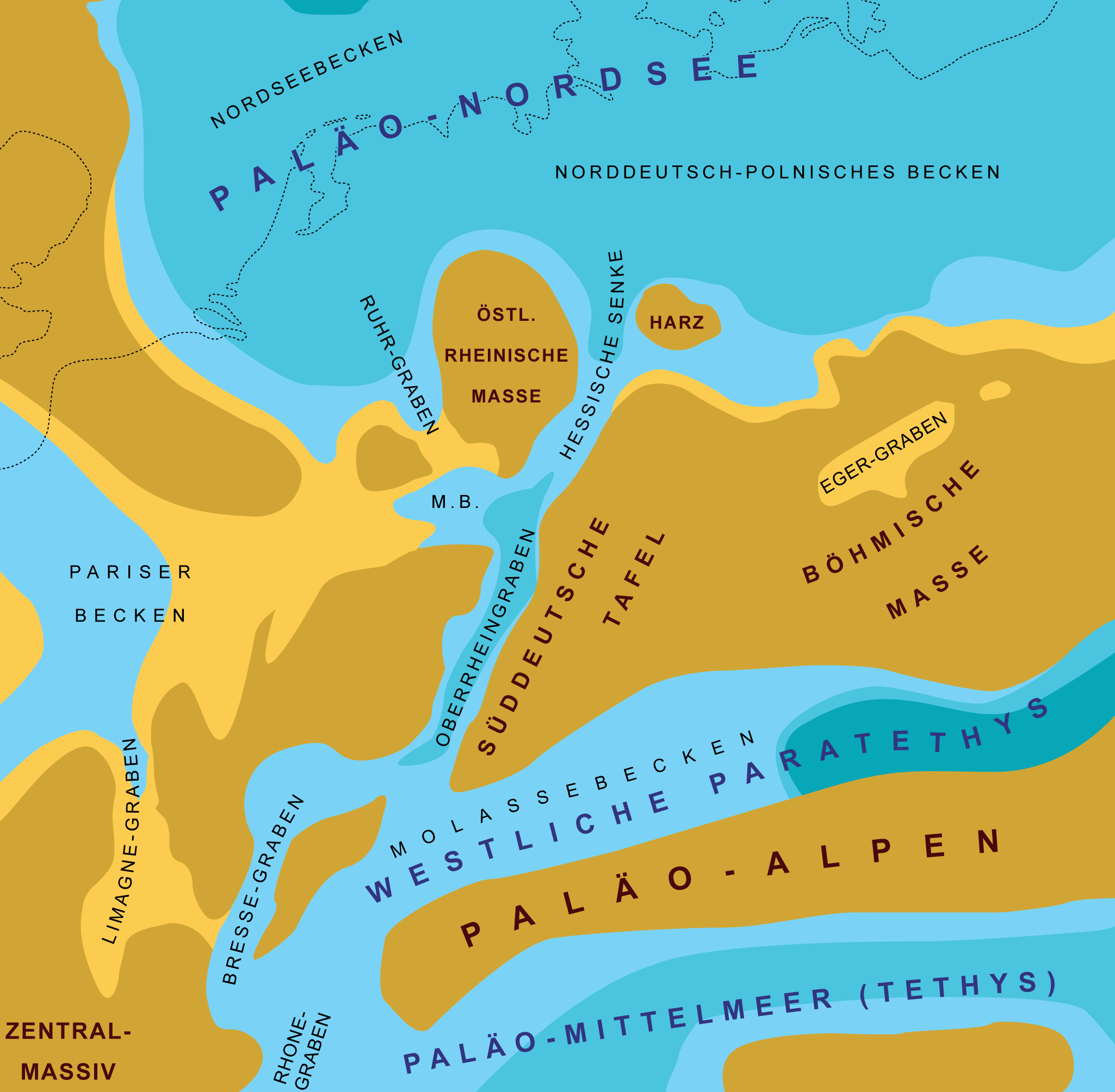
Die Hessische Senke verband einst Nordsee und Mittelmeer.

Das Hessische Bergland gliedert sich naturräumlich in das Westhessische Berg- und Senkenland (Haupteinheitengruppe 34) und das vulkanisch geprägte Osthessische Bergland (Haupteinheitengruppe 35), die durch die (zu ersterem gezählte) Westhessische Senke voneinander getrennt sind. Während das Westhessische Berg- und Senkenland ganz auf hessischem Boden verläuft, greift das Osthessische Bergland in Ausläufern nach Niedersachsen, Bayern und Thüringen über.